# Liaoningornis
Liaoningornis är ett utdött släkte med fåglar som har påträffats i Kina, där den tros ha levt i början av kritaperioden för cirka 140 miljoner år sedan. 

## Beskrivning
Liaoningornis blev ungefär lika stor som en modern sparv. Den var mycket lik vår tids fåglar, speciellt i jämförelse med Archaeopteryx, som dateras vara endast 10 miljoner år äldre. Liaoningornis hade välutvecklad bröstbenskam, kort svansstump som fäste stjärtfjädrar, och en tandlös näbb. Till skillnad från moderna fåglar hade dock Liaoningornis näsborrarna placerade långt ut på näbbspetsen. Händerna liknade dem hos en coelurosaurie.